# Захарвань
Захарвань — деревня в городском округе Усинск Республики Коми.

## История
Деревню основал в 1889 Иван Захарович Семяшкин из д.Вертеп, по имени которого она и получила название. В подворно-экономическом исследовании 1904 значилась как выселок Усть-Денисовка; в 1905 здесь было 2 двора, 18 человек (8 мужчин, 10 женщин). В др.источниках того времени именовалась также Денисовка-ю-вом и Захар-Вань. В списке 1918 — выселок Захар-Вань (Денисовка-ю-вом), 22 двора, 130 человек. На карте 1918 — Захар-Ванская. Ранее несколько хозяйств проживали в местечке Ю-сай. Это была как бы вторая часть деревни Захарвань. Но с открытием школы, испытывая неудобства в доставке детей к месту учёбы в осеннее — весенний период, переехали «зареченцы» поближе к школе. Сейчас на месте бывшей деревни заготавливают сено.
В 1926 в деревне было 30 дворов, 167 человек. В дальнейшем население продолжало расти: в 1959 здесь жили 287 человек, в 1970 — 351 человек. В 1970—1980-е рост прекратился: в 1989 здесь жили 352 человека. К 2000 численность жителей возросла до 437 человек.

## География
Деревня находится в северной части Республики Коми, в пределах Печорской низменности на левом берегу реки Печора, на расстоянии примерно 80 километров (по прямой) от города Усинска, административного центра городского округа.

## Климат
Климат умеренно континентальный, лето короткое и прохладное, зима многоснежная, продолжительная и холодная. Климат формируется в условиях малого количества солнечной радиации зимой, под воздействием северных морей и интенсивного западного переноса воздушных масс. Вынос тёплого морского воздуха, связанный с прохождением атлантических циклонов, и частые вторжения арктического воздуха с Северного Ледовитого океана придают погоде большую неустойчивость в течение всего года.
Годовая амплитуда составляет 33,0 °C. Самым тёплым месяцем года является июль (средняя месячная температура +15,7 °C), самым холодным месяцем — январь (-17,3 °C). Среднегодовая температура воздуха равна −1,1 °C. Число дней со средней суточной температурой воздуха выше нуля градусов составляет 176.
Населённый пункт относится к зоне влажного климата с весьма развитой циклонической деятельностью. В тёплый период (с апреля по октябрь) выпадает около 400 мм осадков, а в холодный (с ноября по март) 200—220 мм. Максимальная скорость ветра приходится на зимний период. В целом за год преобладают ветры юго-западного направления. Среднегодовая скорость ветра 4,0 м/с.